# Avaluació per competències
L'avaluació per competències és un tipus d'avaluació que no es fixa solament en el resultat o producte final sinó en el procés i les habilitats que adquireixen els qui fan una tasca concreta. Pot dur-se a terme a l'entorn laboral o educatiu (prenent les competències bàsiques com a indicadors de progrés).
Per dur a terme l'avaluació es poden prendre nivells d'assoliment d'una determinada capacitat, expressada en percentatge, nivells de proficiència o similars. La capacitat s'ha de veure plasmada en la possibilitat d'executar amb èxit determinades tasques o aprenentatges i en l'adquisició d'uns coneixements que ho permeten. S'usen habitualment rúbriques d'avaluació, amb dues columnes, a l'esquerra els indicadors o elements d'avaluació i a les columnes els percentatge o nivells, que poden expressar-se numèricament o amb descripció del que és capaç de fer qui arribi a cada nivell.
Com que les competències són habilitats personals que es veuen a la pràctica però que sempre tenen un component subjectiu (no es pot avaluar el que sap la persona, només el que es pot veure que sap), s'aconsella diversificar els elements i moments de l'avaluació, per tal de provocar situacions on s'hagin de posar en acte les competències.